# 卡巴爾達-巴爾卡爾蘇維埃社會主義自治共和國
卡巴爾達-巴爾卡爾蘇維埃社會主義自治共和國（俄語：Кабардино-Балкарская автономная советская социалистическая республика）是蘇聯自治共和國之一。其前身卡巴爾達-巴爾卡爾自治州屬於山區蘇維埃社會主義自治共和國，成立於1921年9月1日，1936年12月5日升格為自治共和國。